# Ерл Тауншип (округ Беркс, Пенсільванія)
Ерл Тауншип (англ. Earl Township) — селище (англ. township) в США, в окрузі Беркс штату Пенсільванія. Населення — 3097 осіб (2020).

## Демографія
Згідно з переписом 2010 року, у селищі мешкало 3195 осіб у 1224 домогосподарствах у складі 936 родин. Було 1277 помешкань
Расовий склад населення:
| - 97,9 % — білих - 0,7 % — чорних або афроамериканців - 0,2 % — корінних американців - 0,2 % — азіатів |

До двох чи більше рас належало 0,6 %. Частка іспаномовних становила 1,1 % від усіх жителів.
За віковим діапазоном населення розподілялося таким чином: 20,5 % — особи молодші 18 років, 66,7 % — особи у віці 18—64 років, 12,8 % — особи у віці 65 років та старші. Медіана віку мешканця становила 43,9 року. На 100 осіб жіночої статі у селищі припадало 105,6 чоловіків;  на 100 жінок у віці від 18 років та старших — 106,3 чоловіків також старших 18 років.
Середній дохід на одне домашнє господарство  становив 84 877 доларів США (медіана — 71 210), а середній дохід на одну сім'ю — 89 867 доларів (медіана — 82 188). Медіана доходів становила 50 042 долари для чоловіків та 45 214 долари для жінок. За межею бідності перебувало 7,4 % осіб, у тому числі 7,3 % дітей у віці до 18 років та 0,0 % осіб у віці 65 років та старших.
Цивільне працевлаштоване населення становило 1934 особи. Основні галузі зайнятості: освіта, охорона здоров'я та соціальна допомога — 19,2 %, науковці, спеціалісти, менеджери — 14,2 %, виробництво — 13,7 %.